# Coryphosima vumbaensis
Coryphosima vumbaensis is een rechtvleugelig insect uit de familie veldsprinkhanen (Acrididae). De wetenschappelijke naam van deze soort is voor het eerst geldig gepubliceerd in 1949 door Miller.